# إرنست سورينسن
إرنست سورينسن (بالنرويجية البوكمول: Ernst Sørensen)‏ هو مترجم وصحفي نرويجي، ولد في 19 أغسطس 1903، وتوفي في 24 يناير 1972.